# Ксенжополе-Будкі
Ксенжополе-Будкі (пол. Księżopole-Budki) — село в Польщі, у гміні Беляни Соколовського повіту Мазовецького воєводства.
Населення — 76 осіб (2011).
У 1975-1998 роках село належало до Седлецького воєводства.

## Демографія
Демографічна структура станом на 31 березня 2011 року:
|          | Загалом | Допрацездатний вік | Працездатний вік | Постпрацездатний вік |
| -------- | ------- | ------------------ | ---------------- | -------------------- |
| Чоловіки | 42      | 8                  | 30               | 4                    |
| Жінки    | 34      | 11                 | 16               | 7                    |
| Разом    | 76      | 19                 | 46               | 11                   |